# 1698
Évszázadok: 16. század – 17. század – 18. század
Évtizedek: 1640-es évek – 1650-es évek – 1660-as évek – 1670-es évek – 1680-as évek – 1690-es évek – 1700-as évek – 1710-es évek – 1720-as évek – 1730-as évek – 1740-es évek
Évek: 1693 – 1694 – 1695 – 1696 –  1697 – 1698 – 1699 – 1700 – 1701 – 1702 – 1703

## Események

### Határozott dátumú események
- szeptember 6. – I. Lipót magyar király kinevezi Brajkovics Márton zágrábi kanonokot a zengg-modrusi egyházmegye élére.[1]
- szeptember 8. – I. Lipót elrendeli az 1690-ben Magyarországra menekült szerbek egységbe szervezését.[2]

### Határozatlan dátumú események
- I. Péter cár vérbe fojtja a sztrelecek lázadását.[3]
- I. Lipót a visszafoglalt délvidéki, volt magyar vármegyék területén katonai határőrvidékek szervezését rendeli el.

## Az év témái

### 1698 az irodalomban
- Megjelenik Misztótfalusi Kis Miklós Maga személyének, életének és különös cselekedeteinek mentsége című könyve.[4]

### 1698 a tudományban
- Az angol Thomas Savery elkészíti az első bányaszivattyút.

## Születések
- január 3. – Pietro Metastasio, olasz költő († 1782)
- január 17. – Bartholomäus Bausner, nagyszebeni városi tanácsos († 1774)
- február 20. – Bernardo Tanucci, itáliai államférfi († 1783)
- április 18. – Ambrózy György, evangélikus prédikátor, szuperintendens († 1746)
- július 7. – Pierre Louis Moreau de Maupertuis, francia matematikus, filozófus († 1759)
- július 19. – Johann Jakob Bodmer, svájci filológus († 1783)
- augusztus 5. – Alapi Konstantin, piarista tanár, latin költő († 1752)
- augusztus 21. – Bartolomeo Giuseppe Antonio Guarnieri, olasz hangszerkészítő († 1744)
- október 30. – Paul Troger, osztrák rokokó festő († 1762)
- december 5. – Csáky Miklós kalocsai, majd esztergomi érsek († 1757)

## Halálozások
- november 19. – Petro Dorosenko, zaporozsjei kozák hetman (* 1627)
- december 7. – Andrea Guarneri, olasz hangszerkészítő (* 1626)
- december 26. – Wolfgang Julius von Hohenlohe, Hohenlohe-Neuenstein grófja (* 1622)